# Шакка (нохія)

Нохія Шакка на мапі мінтака Шахба

Нохія Шакка (араб. ناحية شقا) — нохія у Сирії, що входить до складу мінтаки Шахба мухафази Ес-Сувейда. Адміністративний центр — місто Шакка.
До нохії належать такі поселення:
- Шакка → (Shaqqa);
- Арайа → (Arajah);
- Барік → (Barik);
- Аль-Бузайна → (al-Buthainah);
- Дума → (Duma);
- Аль-Хайят → (al-Hayyat);
- Аль-Хіт → (al-Hit);
- Аль-Юнайне → (al-Junayneh);
- Аль-Каср → (al-Qasr);
- Аль-Рудайма → (al-Rudaymah);
- Т'ала → (T'alah);